# Brachymeria ocellata
Brachymeria ocellata is een vliesvleugelig insect uit de familie bronswespen (Chalcididae). De wetenschappelijke naam is voor het eerst geldig gepubliceerd in 1971 door Samad, Khokhar & Qadri.